# Pseudodermatosorus alismatis-oligococci
Pseudodermatosorus alismatis-oligococci är en svampart som först beskrevs av Vánky, och fick sitt nu gällande namn av Vánky 1999. Pseudodermatosorus alismatis-oligococci ingår i släktet Pseudodermatosorus och familjen Doassansiaceae.   Inga underarter finns listade i Catalogue of Life.